# Conjunts disjunts
A matemàtiques, es diu que dos conjunts són disjunts si no tenen elements en comú. Per exemple, {1, 2, 3} i {4, 5, 6} són conjunts disjunts.

## Definició formal

Diagrama de Venn de dos conjunts disjunts

Formalment, dos conjunts A i B són disjunts si la seva intersecció és el conjunt buit, és a dir, si A ∩ B = ∅.
Aquesta definició s'estén a qualsevol col·lecció de conjunts. Els conjunts d'una tal col·lecció són disjunts dos a dos o mútuament disjunts si qualsevol parell de conjunts diferents d'ella són disjunts.
Formalment, sigui Ai un conjunt per a cada índex i de I (on I és qualsevol conjunt). La família de conjunts {Ai | i ∈ I} està formada per conjunts disjunts dos a dos si {\displaystyle A_{i}\cap A_{j}=\varnothing } per a cada i, j de I, amb i≠j.
Per exemple, la col·lecció de conjunts { {1},{2},{3},...} és disjunta per parells.
Si {Ai} és una col·lecció de conjunts disjunts dos a dos, la seva intersecció és òbviament buida:
{\displaystyle \bigcap _{i\in I}A_{i}=\varnothing }
En canvi, la implicació inversa no és certa: la intersecció de la col·lecció { {1, 2}, {2, 3}, {3, 1} } és buida, els seus conjunts no són disjunts dos a dos, de fet no té cap parella de dos conjunts disjunts.
Una partició d'un conjunt X és una col·lecció de subconjunts no buits {Ai | i ∈ I} de X, disjunts dos a dos i tals que {\displaystyle \bigcup _{i\in I}A_{i}=X}.